# Institut Livres
 (mai 2025).
 (mai 2025).
Motif : Faible notoriété dans l'ensemble de cette ONG brésilienne (ou du moins notoriété locale).
- Archive Wikiwix
- Bing
- Cairn
- DuckDuckGo
- E. Universalis
- Gallica
- Google
- G. Books
- G. News
- G. Scholar
- Persée
- Qwant
- (zh) Baidu
- (ru) Yandex
- (wd) trouver des œuvres sur Wikidata

| 1. | Préciser le motif de la pose du bandeau. | Précisez le motif de la pose du bandeau en utilisant la syntaxe suivante : {{admissibilité à vérifier\|date=mai 2025\|motif=remplacez ce texte par le motif}}                        |
| 2. | Informer les utilisateurs concernés.     | Pensez à avertir le créateur de l'article, par exemple, en insérant le code ci-dessous sur sa page de discussion : {{subst:avertissement admissibilité à vérifier\|Institut Livres}} |

L'Instituto Livres est une organisation non gouvernementale (ONG) à but non lucratif fondée en 2006 par le chanteur et leader chrétien Juliano Son. Avec une mission axée sur la promotion d'actions sociales, de justice et de développement dans les régions les plus vulnérables du Brésil, en particulier dans le nord-est semi-aride, l'Instituto Livres s'est distingué par son travail dans des domaines tels que l'assistance sociale, l'éducation, l'accès à l'eau potable et le soutien aux enfants et adolescents à risque.

## Histoire
L'Instituto Livres est né de l'expérience de Juliano Son en matière de vulnérabilité sociale, inspirée par des rapports sur l'exploitation sexuelle des enfants au Népal, qui l'ont profondément marqué.
Au départ, l'organisation s'est concentrée sur des activités de sensibilisation aux droits des enfants et des adolescents, en utilisant la visibilité de Juliano Son en tant que musicien et leader chrétien pour mobiliser des ressources et des bénévoles. En 2013, Juliano a déménagé avec sa famille à Piauí, où il a commencé à travailler directement dans les communautés de l'arrière-pays, apportant un soutien aux populations dans le besoin, notamment en ce qui concerne les pénuries d'eau et l'hébergement des jeunes à risque.

## Projets
L'Institut Livres développe une série de projets à impact social, en mettant l'accent sur "Livre Ser", "Projeto Mais Água" et "Impacto Sertão Livre".